# Hanna Håkanson
Hanna Håkanson född 1991, är en svensk politiker (folkpartist) från Höör. Sedan september 2014 är Hanna Håkanson ersättare i Lunds kommunfullmäktige. Hon har sedan tidigare även vart vice ordförande i Höörs kommunfullmäktige. 
Var mellan 2014 och 2015 ordförande för Liberala studenter, Liberalernas studentnätverk, där hon tidigare varit vice ordförande åren 2012-2014. Dessförinnan var hon ordförande för Liberala studenter i Skåne.
Hanna Håkanson studerar på Juristprogrammet vid Lunds Universitet.